# Afrocentrisme

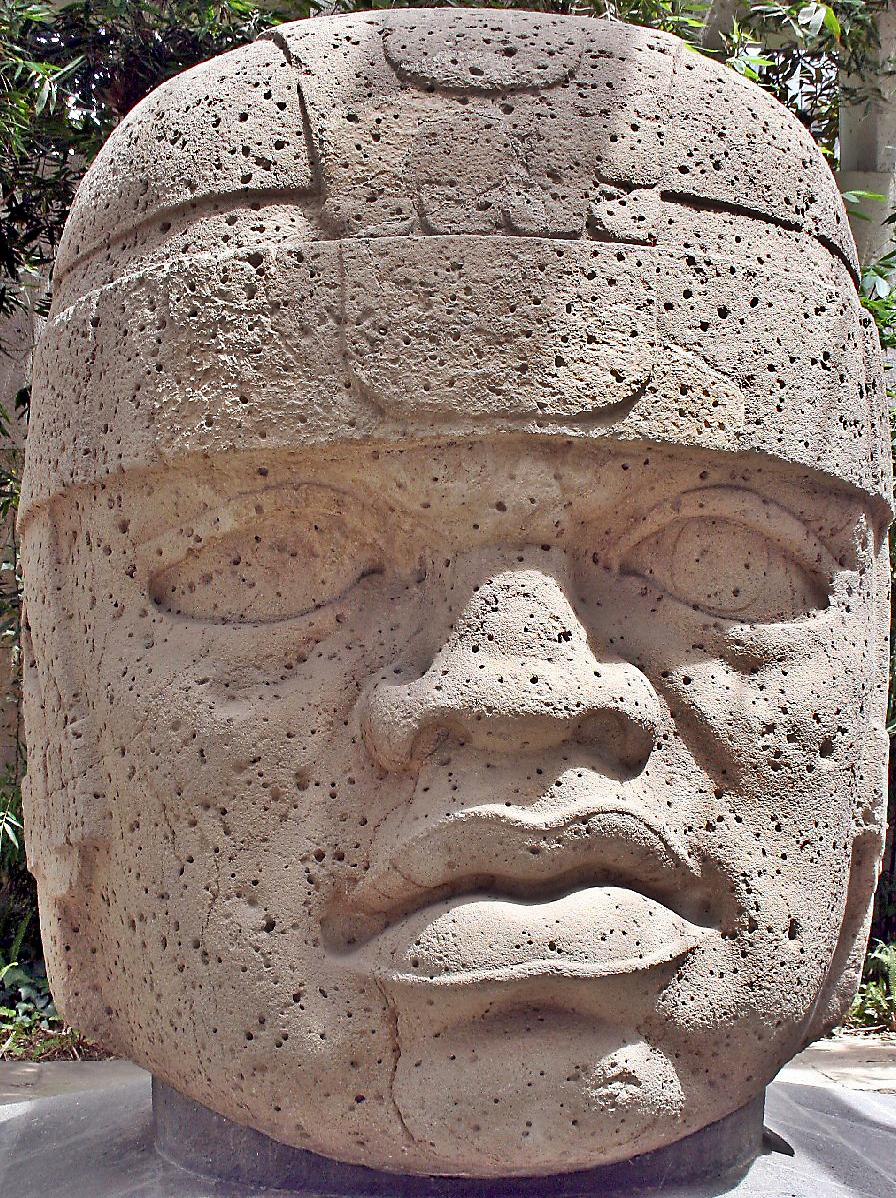
Veel Afrocentrische auteurs zien de Olmeken, een indiaanse beschaving uit het eerste millennium voor Christus, als Afrikaans of beïnvloed door Afrikanen

Afrocentrisme (ook wel afrocentriciteit) is een culturele ideologie of wereldbeeld waarbij Afrika, zwarte Afrikanen en hun afstammelingen centraal worden geplaatst. Het is een reactie op globale (eurocentrische/oriëntalistische) houdingen over Afrikaanse mensen en hun historische bijdragen en herdefinieert hun geschiedenis met een Afrikaanse culturele en ideologische focus. Afrocentriciteit behandelt vooral zelfbeschikking en African agency en is een panafrikaanse ideologie in cultuur, filosofie en geschiedenis.
Afrocentrisme kan gezien worden als een Afrikaans-Amerikaans geïnspireerde ideologie die een bevestiging van zichzelf manifesteert in een eurocentrisch gedomineerde maatschappij, vaak door het conceptualiseren van een verheerlijkt erfgoed in termen van distinct Afrikaanse, vreemde afkomst (waar vreemd alles behalve inheems aan het Afrikaans continent betekent). Het ontkent of minimaliseert vaak de Europese culturele invloeden, terwijl het een accent legt op historische Afrikaanse beschavingen die onafhankelijk een significant niveau van culturele en technologische ontwikkeling hebben bereikt. In het algemeen is afrocentrisme vaak gemanifesteerd in een focus op Afrikaans-Amerikaanse cultuur en de geschiedenis van Afrika, en bevat dit vaak een Afrikaanse diaspora-versie van een rond Afrika gecentreerde kijk op de geschiedenis en cultuur om de prestaties en ontwikkelingen van gemarginaliseerde Afrikanen te portretteren.
Wat tegenwoordig breed wordt aangeduid met afrocentrisme, is ontstaan uit het werk van Afrikaans-Amerikaanse intellectuelen in de late negentiende en vroege twintigste eeuw, maar is ontpopt tot zijn moderne vorm door het activisme van Afrikaans-Amerikaanse intellectuelen in de burgerrechtenbeweging in de Verenigde Staten en in de ontwikkeling van Afrikaans-Amerikaanse studieprogramma's in universiteiten. In strikte termen heeft afrocentrisme als een onderscheiden academische ideologie zijn top bereikt in de jaren 1980 en 1990 . Tegenwoordig is het vooral geassocieerd met Molefi Kete Asante.
Voorstanders van afrocentrisme steunen de claim dat de bijdragen van verschillende Afrikaanse mensen zijn afgezwakt of verkeerd toegeschreven als deel van de nalatenschap van Europees kolonialisme en slavernij van "Afrikanen uit de geschiedenis schrijven". Critici van afrocentriciteit beschuldigen het van pseudogeschiedenis, reactief en therapeutisch zijn.
Afrocentrisme is vooral in zwang in de academische wereld, afrocentristische onderzoekers menen dat Afrikanen een veel grotere rol in de wereldgeschiedenis hebben gespeeld dan lange tijd werd aangenomen.

## Terminologie
Het concept "afrocentrisme" komt uit 1962. Het bijvoeglijk naamwoord "Afrocentrisch" komt dan voor in een voorstel voor een inzending voor de Encyclopedia Africana, waarschijnlijk door W. E. B. Du Bois. Het abstracte zelfstandige naamwoord "afrocentriciteit" komt uit de jaren 1970 en is gepopulariseerd door Molefi Asante's Afrocentricity: The Theory of Social Change (1980).

## Eurocentrisme
Afrocentristen stellen dat het eurocentrisme van westerse wetenschappers en onderzoekers ertoe heeft geleid dat de rol van Afrikanen in de wereldgeschiedenis stelselmatig is ondergewaardeerd. Zo zijn veel afrocentristen van mening dat het Amerikaanse continent al ver voor de jaartelling is bezocht door Afrikanen, en dat veel van de grote indiaanse culturen, vooral die van de Olmeken, in werkelijkheid van Afrikaanse oorsprong zijn. Ook het Oude Egypte zien afrocentristen als een zwart-Afrikaanse beschaving, en sommigen gaan zelfs zover te beweren dat het Oude Griekenland haar filosofie en technologie van Afrikaanse Egyptenaren heeft 'gestolen', zodat de westerse beschaving eigenlijk van Afrikaanse oorsprong is. Andere beschavingen die volgens afrocentristen een Afrikaanse oorsprong zouden hebben zijn China, India en Polynesië. Ook betogen afrocentristen dat veel belangrijke personen uit de wereldgeschiedenis, waaronder Socrates, Cleopatra en Jezus, eigenlijk zwart waren.

## Activisme
Afrocentrisme is vooral in zwang onder Afro-Amerikaanse onderzoekers in de Verenigde Staten en in het Caribisch gebied. Prominente voorstanders van het afrocentrisme zijn Molefi Kete Asante, Hakim Bey, Jacob Carruthers, Cheikh Anta Diop, H.B. Fell, Yosef Ben-Jochannan, Runoko Rashidi, J.A. Rogers, Ivan van Sertima, Chancellor Williams, Théophile Obenga en Asa Hilliard.

## Kritiek
Het merendeel van de bevindingen van afrocentristen wordt in de academische gemeenschap verworpen. Desalniettemin worden deze theorieën op verschillende universiteiten in de Verenigde Staten onderwezen. Tegenstanders betogen dat het afrocentrisme geen legitieme intellectuele beweging is maar een militante politieke stroming die met haar theorieën vooral politieke doelen voor ogen heeft, en dat veel van de afrocentrische beweringen racistisch van aard zijn.
Een van de bekendste critici is Mary Lefkowitz die meerdere kritieken schreef op de afrocentristische theorie van Martin Bernal. In zijn boek Black Athena propageert Bernal de stelling dat de oorsprong van de Griekse beschaving in Afrika gezocht moest worden. Hij draagt daarvoor allerlei 'bewijzen' aan die door Lefkowitz in drie boeken weerlegd zijn. Een bekend voorbeeld is de stelling dat Aristoteles zijn kennis en ideeën 'gestolen' zou hebben uit de bibliotheek van (het zwarte) Alexandrië. Lefkowitz wijst er onder andere op dat de bibliotheek (en de stad) pas werden opgericht na de dood van Aristoteles, door diens leerling Alexander de Grote.